# Денис Давидов (футболист, р. 1995)
Денис Давидов е руски футболист, полузащитник.

## Професионална кариера
Юноша на Торпедо-ЗИЛ Русия, впоследствие преименуван на ФК Москва Русия от 2001, а през 2010 преминава в школата на Спартак Москва Русия. Играе като нападател или атакуващ полузащитник, но се справя и като ляво или дясно крило. През сезон 2012/13 започва да играе за младежкия състав на Спартак Москва Русия, а дебют за първия състав прави дебют на 28 септември 2013 като смяна в мача със Зенит Санкт Петерсбург Русия. След това започва регулярно да попада в групата за мачовете на тима си и взима участие в дербито с ЦСКА Москва Русия на 17 август 2014 при победата с 1:0. 25 октомври 2015 вкарва първия си гол за Спартак в първенството в мача с Динамо Москва Русия, а също така в този мач прави и асистенция. През февруари 2016 е даден под наем на Млада Болеслав Чехия, но след тежка контузия се завръща в Спартак без да е изиграл и един мач. В сезони 2016/17 и 2017/18 играе главно за втория състав на Спартак Москва Русия като в първия сезон вкарва 13 гола и дава 9 асистенции, а за първия състав изиграва 4 мача, а втория сезон изиграва само един мач за първия тим и вкарва само 2 гола с 2 асистенции за дублиращия. От 19 юни 2018 е под наем в Спартак Юрмала Латвия до края на 2018. Дебютира за тима на 22 юни 2018 в мача с РФС Латвия при загубата с 0:2, а първи гол вкарва на 6 юли 2018 при победата с 8:1 над Гетто Латвия. С тима на Спартак Москва Русия печели младежкото първенство на Русия за сезон 2012/13, шампионска титла на Русия за сезон 2016/17 и суперкупата на Русия за 2017. След това се завръща в Спартак Москва и на 19 февруари 2019 разтрогва договора си, за да се присъедини 2 дни по-късно към Нижни Новгород Русия. Дебютира за тима на 3 март 2019 при нулевото равенство със Сочи Русия, а на 24 март 2019 вкарва първия си гол за тима точно срещу бившия си тим Спартак Москва 2 Русия. На 28 май 2019 подписва тригодишен договор с ЦСКА. За „армейците“ записва 51 минути в три мача в Първа лига, както и един в Купата на България, където успява да се разпише срещу Локомотив (Гонра Оряховица). В началото на май руският халф разтрогна договора си с ЦСКА.
Изиграва 8 мача с 1 гол за националния отбор на Русия до 17 години и 12 мача с 10 гола за тима до 19 години като с отбора печели международния турнир в Москва в памет на Гранаткин през 2013. През 2013 дебютира за младежкия отбор до 21 години на Русия и изиграва 13 мача с 4 гола за тима. На 31 октомври 2014 е повикан в разширения тим на националния отбор на Русия за мачовете с Австрия и Унгария, но не успява да дебютира. Това прави на 31 март 2015 в приятелския мач срещу Казахстан.